# Вощак Ярослав Антонович
Ярослав Антонович Воща́к (нар. 19 лютого 1921, Броди — пом. 2 березня 1989, Лісний) — український і білоруський радянський диригент.

## Біографія
Народився 19 лютого 1921 року в місті Бродах (тепер Львівська область). У 1938–1939 роках навчався у Вищому музичному інституті імені Миколи Лисенка у Львові; у 1939–1941 роках — у Львівській консерваторії. Його викладачами були Микола Колесса, Станіслав Людкевич, Василь Барвінський, Анатолій Кос-Анатольський.
З 1940 року працював хормейстером, з 1944 року — диригентом, з 1953 року — головним диригентом Львівського театру опери та балету. Член ВКП(б) з 1953 року.
У 1963—1965 роках — головний диригент Одеського театру опери і балету. У 1965—1967 роках — головний диригент симфонічного оркестру Державної філармонії в Грозному. У 1967—1970 роках — головний диригент Воронезького театру опери і балету. У 1970—1972 роках — головний диригент Казанського театру опери і балету. У ці ж роки викладав в Казанської консерваторії. У 1972—1980 роках — головний диригент Білоруського театру опери і балету у Мінську. У 1973—1976 роках викладав в Білоруській консерваторії. У 1982—1983 роках співпрацював з Башкирським театром опери та балету в Уфі.
Помер 2 березня 1989 року в селищі Лісному Мінської області Білоруської РСР. Похований на Північному цвинтарі Мінська.

## Творчість
Диригував вистави:
- «Запорожець за Дунаєм» Семена Гулака-Артемовського;
- «Утоплена» Миколи Лисенка;
- «Назар Стодоля» Костянтина Данькевича;
- «Іван Сусанін» Михайла Глінки;
- «Князь Ігор» Олександра Бородіна;
- «Мазепа», «Пікова дама», «Євгеній Онєгін» Петра Чайковського;
- «Фауст» Шарля Ґуно;
- «Кармен» Жоржа Бізе;
- «Аїда», «Ріголетто», «Трубадур», «Травіата», «Бал-маскарад» Джузеппе Верді;
- «Тоска», «Мадам Баттерфляй» Джакомо Пуччині;
- «Миндія» Отара Тактакішвілі.

Перші виконання:
опери
- «Назустріч сонцю» Анатолія Кос-Анатольського (1957; друга редакція «Заграва» — 1959);
- «Лісова пісня» Віталія Кирейка (1958);
- «Украдене щастя» Юлія Мейтуса (1960);

балети
- «Хустка Довбуша» (1951), «Сойчине крило» (1956) Анатолія Кос-Анатольського.

Виступав також як диригент симфонічних оркестрів.

## Відзнаки
- Нагороджений орденами Трудового Червоного Прапора (1960) і «Знак Пошани»;
- Народний артист УРСР з 1954 року;
- Народний артист СРСР з 3 грудня 1979 року.